# Музаффар
Музаффар (1834 — 31 октября 1885; полное имя Сеид Музаффаруддин Бахадур Хан) — восьмой правитель из узбекской династии Мангытов в Бухарском эмирате с 1860 года.

## Биография
Преемником эмира Насруллы (1827—1860) был его сын — Музаффар (1860—1885).
Генеалогия Музаффара выглядела следующим образом:
| Худаяр-бий | Худаяр-бий | Худаяр-бий | Худаяр-бий | Худаяр-бий | Худаяр-бий |  |  | Абулфейз-хан | Абулфейз-хан | Абулфейз-хан | Абулфейз-хан | Абулфейз-хан | Абулфейз-хан |  |  |  |  |  |  |  |  |  |  |  |  |  |  |
| Худаяр-бий | Худаяр-бий | Худаяр-бий | Худаяр-бий | Худаяр-бий | Худаяр-бий |  |  | Абулфейз-хан | Абулфейз-хан | Абулфейз-хан | Абулфейз-хан | Абулфейз-хан | Абулфейз-хан |  |  |  |  |  |  |  |  |  |  |  |  |  |  |
| Даниял-бий |            |            |            |            |            |  |  |              |              |              |              |              |              |  |  |  |  |  |  |  |  |  |  |  |  |  |  |
|            |            |            |            |            |            |  |  |              |              |              |              |              |              |  |  |  |  |  |  |  |  |  |  |  |  |  |  |
| Шахмурад   | Шахмурад   | Шахмурад   | Шахмурад   | Шахмурад   | Шахмурад   |  |  | Юлдуз-бегим  | Юлдуз-бегим  | Юлдуз-бегим  | Юлдуз-бегим  | Юлдуз-бегим  | Юлдуз-бегим  |  |  |  |  |  |  |  |  |  |  |  |  |  |  |
| Шахмурад   | Шахмурад   | Шахмурад   | Шахмурад   | Шахмурад   | Шахмурад   |  |  | Юлдуз-бегим  | Юлдуз-бегим  | Юлдуз-бегим  | Юлдуз-бегим  | Юлдуз-бегим  | Юлдуз-бегим  |  |  |  |  |  |  |  |  |  |  |  |  |  |  |
|            |            |            |            |            |            |  |  |              |              |              |              |              |              |  |  |  |  |  |  |  |  |  |  |  |  |  |  |
|            |            |            |            | Хайдар     |            |  |  |              |              |              |              |              |              |  |  |  |  |  |  |  |  |  |  |  |  |  |  |
|            |            |            |            |            |            |  |  |              |              |              |              |              |              |  |  |  |  |  |  |  |  |  |  |  |  |  |  |
|            |            |            |            | Насрулла   |            |  |  |              |              |              |              |              |              |  |  |  |  |  |  |  |  |  |  |  |  |  |  |
|            |            |            |            |            |            |  |  |              |              |              |              |              |              |  |  |  |  |  |  |  |  |  |  |  |  |  |  |
|            |            |            |            | Музаффар   |            |  |  |              |              |              |              |              |              |  |  |  |  |  |  |  |  |  |  |  |  |  |  |

По словам бухарского историка и просветителя Ахмад Дониша эмир Насрулла не хотел видеть преемником своего единственного сына Музаффара. По одной из версий источников эмир Насрулла планировал передать власть своему внуку от дочери потомку джуйбарских шейхов Саид Абдулахад-хану, однако влиятельная часть политической элиты поддержала Музаффара. и он смог прийти к власти после смерти отца в октябре 1860 года.
Музаффар был последним узбекским правителем, который короновался на тимуридском тронном камне Кук-таше в новоотстроенном дворце Куксарай в Самарканде.

## Внутренняя политика
Укрепившись на троне, эмир Музаффар сместил с должностей визиров и других высших чиновников, назначенных отцом, конфисковал их имущество и назначил на их места своих верных людей. Эмир Музаффар не жаловал чиновников Шахрисабза как его отец, что вызвало недовольство, особенно двух знатных родов — таракли во главе с Джурабием и ачамайли во главе с Хаким-бием. Произошло восстание, в результате которого эмирские беки из мангытов были свергнуты, а Музаффар за 38 дней не смог взять Шахрисабз и вынужден был заключить мир. С большим трудом он подавил сепаратистское движение в Гиссаре, Кулябе и Бальджуане. Выразивший неповиновение хаким Самарканда Ибрагим мангыт был смещён с поста, а позже казнён. Вместо него был назначен Аллаяр парваначи из мангытов.
Большим влиянием при правлении Музаффара пользовался перс по происхождению, кушбеги (премьер-министр) Мухаммад-бий (1811—1889). Имея неограниченное влияние на Музаффара, он сумел провести на высшие должности и других членов своего семейства.
При назначении на должности Музаффар поддерживал в основном своих слуг из персов и родственников любимой жены-персиянки. Например, брат жены Ширали-инак был дважды назначен главнокомандующим бухарских войск и дважды был разгромлен российскими войсками, несмотря на это сохранял пост в государственных структурах вплоть до своей смерти.
При правлении бухарского эмира Музаффара в Бухарском эмирате появились первые награды. В 1881 году он учредил орден Благородной Бухары.

## Известные историки и поэты эпохи Музаффара
В эпоху эмира Музаффара наиболее известными историками были: Абдалазим Сами, Ахмад Дониш.
Сам эмир Музаффар почитал творчество поэта Алишера Навои и в 1872 году подарил рукопись Дивана А.Навои Британской королеве Виктории.

## Внешняя политика
Начало правления эмира Музаффара сопровождалось некоторыми успехами во внешней политике. При поддержке Бухары к власти в Коканде пришел Худоярхан. Однако вскоре выявилась внутренняя слабость Бухарского эмирата.
В январе 1861 года произошло сражение у Ура-Тюбе между бухарскими и кокандскими войсками. В сражении у стен Ура-Тюбе бухарская 18-тысячная армия была разгромлена молодым кокандским полководцем Алимкулом, который блестяще применил линейную тактику боя. В плен к кокандцам попало по разным оценкам от 600 до 1000 бухарских воинов. В результате переговоров крепость Ура-Тюбе вошла в состав Кокандского ханства.
При правлении Музаффара в 1868 году Бухарский эмират оказался под протекторатом царской России. Несмотря на неоднократные попытки изменения военной тактики и поддержку турецких военных специалистов, бухарские войска трижды потерпели поражение в битвах при Ирджаре (1866 год), Чупан-ате (1868), Зерабулаке (1868) от войск Российской империи под руководством Константина Петровича фон Кауфмана.
Часть родо-племенной аристократии была недовольна политикой Музаффара по отношению к видным узбекским племенам. Причем среди них были и мангыты Кашкадарьи, которые поддержали выступление старшего сына Музаффара — Абдумалика против отца в 1868 году. Восстание Абдумалика было поддержано такими узбекскими племенами как: кенагасы, кунграты, сараи. Лишь при поддержке царских войск эмир Музаффар подчинил Шахрисябз и разгромил сторонников Абдумалика. Абдумалик бежал в Хорезм, а затем в Индию к англичанам. Последние дни он провел в Пешаваре.
Восстание китабских и шахрисабзских беков против Музаффара было подавлено силами российских войск.
С июля 1868 до своей смерти в 1885 году эмир поддерживал мирные отношения с Российской империей. К нему были отправлены ряд посольств: Носовича, Костенко и Петровского. Церемониалы приема послов производились на узбекском языке. Церемонимейстеры — удайчи кричали: «Худай Хазрати Амирни Музафар Мансур-Кылсун» (то есть: Бог да сделает великого эмира могущественным и победоносным).

## Семья
У эмира Музаффара было тринадцать сыновей:
- Сеид Абдумалик (1848—1909)
- Сеид-Нураддин, бывший бек Чарджуйский (1851—1879)
- Сеид-Абдул-Мумин, родившийся в 1852 г., еще при жизни Музаффара был назначен гиссарским беком
- Сеид-Абдул-Ахад, в будущем взошел на престол Бухары
- Сеид-Абдул-Фаттах, родился в 1857 г., умер вскоре после своей поездки в Петербург в 1869 г.
- Сеид-Абдул-Саммад, был беком Чиракчи
- Сеид-Сиддык, покойным эмиром был назначен беком чарджуйским после смерти Нураддина; по восшествии на престол Абдул-Ахада был отозван в Бухару;
- Сеид-Акрам, бек гузарский;
- Сеид-Мир-Мансур, родившийся в 1863 г., поручик 3-го драгунского Сумского полка, служил и проживал в Москве.
- Насир ад-дин ибн амир Музаффар
- Сеид Мир Нажмеддин Тура

Кроме того, у Музаффара было несколько сыновей, умерших еще при его жизни.

## Смерть
Эмир Музаффар скончался в 1885 году и был похоронен на кладбище Ишана Имло в Бухаре, рядом с могилами его предков. Его преемником стал сын эмир Сеид-Абдул-Ахад-Хан. Кладбище Ишан Имло было разрушено в годы советской власти.

## Награды
- Орден Святой Анны 1 ст. (1881)